# 约翰·F·雷诺兹
约翰·富尔顿·雷诺兹（John Fulton Reynolds，1820年9月20日—1863年7月1日），美国陆军少将，曾参与美墨战争和美国南北战争。
1863年，雷诺兹在率领北方军参与葛底斯堡战役时陣亡。